# Tombe du Navire

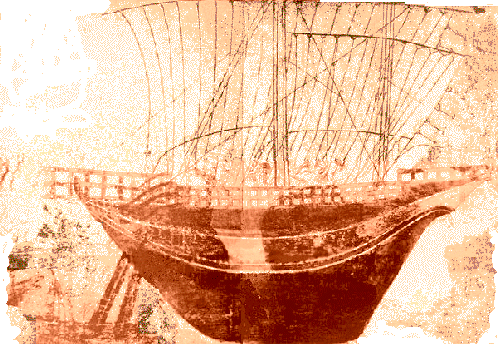
Fresque d'un navire de transport étrusque

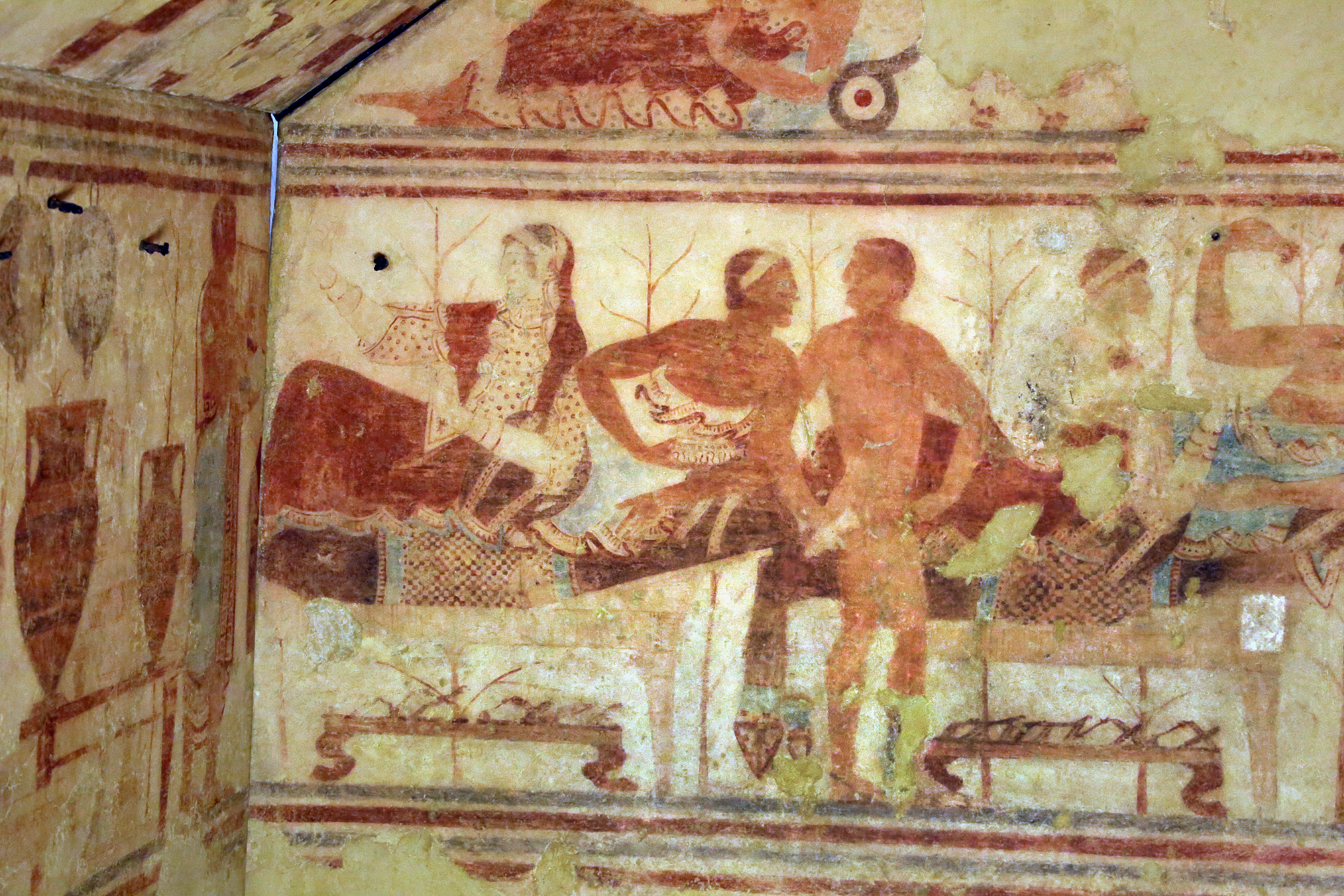
Banquet funéraire

La tombe du Navire (de l'italien tomba della Nave) est une des tombes étrusques peintes de la Nécropole de Monterozzi, proche de la ville de Tarquinia. 

## Historique
Si l'emplacement  de la tombe est découvert en 1927, il faut attendre le  6 juillet 1958, avec  les premières expérimentation de la Fondation Carlo Maurilio Lerici, et la mise en place de son périscope Nistri, pour en contrôler le contenu : fresques en cours de dégradation due au salpêtre développé par un  accès des pilleurs tombaroli, un sarcophage trop encombrant pour leurs vols qui ont dépouillé le reste du mobilier funéraire. 
La tombe est constituée d'une unique chambre quadrangulaire dite a camera et daterait du Ve siècle av. J.-C.
Son nom provient de la représentation sur le début de la paroi de gauche d'un grand navire de transport.
Les fresques, ont été détachées et transférées sur une toile de chanvre fixée sur une toile métallique, une technique mise au point par le docteur Roberto Carità, puis exposées au Musée archéologique national de Tarquinia.

## Description
Un grand navire de transport est peint à fresque sur le début de la paroi de gauche. Cette peinture indique probablement la profession du défunt et constitue un témoignage du florissant commerce maritime pratiqué par les habitants de Tarquinia de l'époque. 
À proximité de la poupe du navire une grosse paire de rames sert de timon et sur le sommet d'un mât on remarque une tour de vigie.
Sur la paroi de droite on peut voir la classique scène de banquet en l'honneur du défunt avec un couple d'invités, des serveurs, un joueur de flûte et un joueur de lyre. 

## Source
x